# Zavalla (États-Unis)
Pour les articles homonymes, voir Zavalla.
La ville de Zavalla est située dans le comté d'Angelina, dans l’État du Texas, aux États-Unis. Sa population s’élevait à 713 habitants lors du recensement de 2010, estimée à 717 habitants en 2018.

## Histoire
Le nom de la ville provient de Lorenzo de Zavala, un Mexicain médecin, propriétaire d'un ranch, politicien, l'un des signataires de la Déclaration d'indépendance du Texas et qui a servi en tant que premier vice-président de la république du Texas.